# Riegersteich
Der Riegersteich (früher auch Ruegarsteich) war ein aufgestauter Teich, mit einer Fläche von ca. 7,5 Hektar, in der Gemeinde Ottenschlag (Niederösterreich), Katastralgemeinde Neuhof. Er ist Zeugnis eines gutswirtschaftlichen Betriebes aus der Endphase des Mittelalters im südlichen Waldviertel und wurde in der Zeit von ca. 1500 bis 1574 genutzt.
Östlich von Walterschlag und Kaltenbach, beides Katastralgemeinden der Gemeinde Bad Traunstein, schon auf dem Gebiet von Neuhof liegend, findet sich im Gebiet des Schauerholzes ein aufgelassener Staudamm mit einer Höhe von 10 m und einer Länge von 500 m, der zum Aufstauen der Großen Krems und dem kleineren Walterschläger Bach diente. Am südwestlichen Ufer des Teiches stand die Haidmül an der Stelle, an der der Burgbach in den Teich mündete.
Der Bereich um den Damm mit seinen drei Durchbrüchen wird gegenwärtig (Stand 2021) als Fichten-Plantage genutzt.
An dem Staudamm führt der Europäische Fernwanderweg E6, der Weitwanderweg Lebensweg Waldviertel und der Kremstalweg Nr. 625 vorbei.

## Geschichte
In der Gegend des Waldviertels erreichte die Teichwirtschaft des Landadels, mit einem Bauboom zwischen den 1470 und 1530, im 16./17. Jahrhundert eine Blütezeit.
Berichtet wird über den Ruegarsteich u. a. in einer Vereinbarung zur Teilung der Besitzungen der Brüder Wilhelm und Wolfgang von Rogendorf, die am 12. Oktober 1510 geschlossen wurde. In der Urkunde wird von zwei Teichen gesprochen, dem heutigen Weyrerteich und dem (damals) wesentlich größeren Ruegarsteich. In dem Vertrag wurde ebenfalls die Bezahlung der Fischknechte und der Arbeiter, die den Damm errichtet haben, aus den künftigen Erlöse des Fischverkaufes bestimmt. In der jährlichen Betrachtung des wirtschaftlichen Ergebnisses sollte der Gewinn trewlich und Pruderlich (pflichtgetreu und brüderlich) zwischen den Brüdern Rogendorf geteilt werden. Beachtenswert ist die Form der Finanzierung der Fischteiche am Ruegars über die Stundung der Löhne der Arbeiter – aus der Bauphase – und der Fischknechte bis zur Realisierung der Erlöse aus dem Fischverkauf.
Im Jahr 1523 erklärten die Besitzer Rogendorf den Bürgermeistern der Städte Krems und Stein sowie den Gemeinden Senftenberg, Imbach, Rehberg und anderen im Kremstal aufgrund eines Schreibens derselben, dass durch das Ablassen des Wassers aus den Teichen kein Schaden entstanden sei und entstehen werde.
Anhaltende Regenfälle im Juli 1572, ein Eisstoß im Jänner 1573 über einen Zeitraum von 12 Tagen auf der Donau und das anschließende Schmelzwasser der Krems führten zu Überschwemmungen mit erheblichen Ernteausfällen sowie Landschafts- und Gebäudeschäden in den Städten Krems, Stein und Umgebung.
Die Priorin des Klosters Imbach, Anna Strein, richtete am 11. Juni 1574 ein Ansinnen an den Magistrat von Krems an der Donau mit dem Ziel gemeinsam auf die Auflassung des Riegersteiches hinzuwirken, da durch das aufgestaute Wasser eine Gefahr für das Kremstal bestünde.
Der Landmarschall Hans Wilhelm von Rogendorf, ein Enkel von Wolfgang von Rogendorf, reagierte am 29. Juli 1574 mit der Verfügung zur dauerhaften Auflassung des Dammes unter Hinweis auf eine 300 Jahre zurückliegende schwere Überschwemmung des Kremstales. Zum Zeitpunkt des Befehls war nach einer Erbteilung der Bruder Georg Ehrenreich von Rogendorf Besitzer des Riegersteiches.